# Tomasz Mendelski
Tomasz Mendelski (ur. 21 maja 1981 w Olsztynie) – polski kajakarz, medalista mistrzostw świata i mistrzostw Europy, olimpijczyk. Zawodnik klubu sportowego OKS Olsztyn.
Na mistrzostwach świata trzykrotnie wywalczył srebrny medal – w 2005 w Zagrzebiu (K-1 200 m), w 2006 w Segedynie (K-4 1000 m) i w 2007 w Duisburgu (K-4 1000 m). W Segedynie zdobył także brązowy medal w konkurencji K-4 500 m. Pięciokrotnie wygrywał także brązowy medal na mistrzostwach Europy – w 2004 w Poznaniu (K-4 1000 m i K-1 200 m), w 2005 w Poznaniu (K-4 1000 m), w 2007 w Pontevedrze (K-2 500 m i K-4 1000 m).
Dwukrotnie wystartował na letnich igrzyskach olimpijskich. W Atenach w 2004 zajął 8. miejsce (K-4 1000 m), zaś w Pekinie w 2008 wywalczył miejsce 6. (K-4 1000 m) oraz miejsce 8. (K-2 500 m).